# Dirphia catherina
Dirphia catherina är en fjärilsart som beskrevs av William Schaus 1896. Dirphia catherina ingår i släktet Dirphia och familjen påfågelsspinnare. Inga underarter finns listade i Catalogue of Life.